# 31 Lyncis
31 Lyncis (Alsciaukat, 31 Lyn) – gwiazda w gwiazdozbiorze Rysia. Jest odległa od Słońca o około 382 lata świetlne.

## Nazwa
Gwiazda ta ma tradycyjną nazwę Alsciaukat, która wywodzi się od arabskiego ‏الشوكة‎ aš-šawkat, co oznacza „cierń”. Inna nazwa, Mabsuthat, pochodzi od arab. ‏المبسوطة‎ al-mabsūtah, „wyciągnięta (łapa)”. Jako gwiazda zmienna ma też oznaczenie BN Lyncis. Międzynarodowa Unia Astronomiczna w 2017 roku formalnie zatwierdziła użycie nazwy Alsciaukat dla określenia tej gwiazdy.

## Charakterystyka
Fizycznie jest to gwiazda bardzo podobna do alfa Lyncis. 31 Lyncis to olbrzym należący do typu widmowego K7. Jego temperatura to około 3930 K, niższa od temperatury fotosfery Słońca. Jest on 740 razy jaśniejszy i ma promień równy około 75 promieni Słońca. Masa tej gwiazdy to około dwóch mas Słońca. Ma ona około 1,4 miliarda lat i około 300 milionów lat temu w jej jądrze ustały reakcje syntezy wodoru w hel. Nieznaczna zmienność tej gwiazdy (0,05m) wskazuje, że przeszła już ona także etap syntezy helu w węgiel, ma nieaktywne jądro i zaczęła zmieniać się w mirydę.